# Arturo Charles
Arturo Charles ist ein bonairischer Fußballtrainer. Nach der Auflösung der Niederländischen Antillen war er von 2010 bis 2012 der erste Nationaltrainer der bonairischen Fußballnationalmannschaft.

## Karriere
Bis zur Auflösung der Niederländischen Antillen am 10. Oktober 2010 war die Insel Bonaire Teil des besagten niederländischen Überseegebietes. Spieler aus Bonaire hatten bis dahin die Möglichkeit für die Fußballnationalmannschaft der Niederländischen Antillen sowie die der Niederlande aufzulaufen. Nach der Auflösung des Überseegebietes gründeten die Inseln eigenständige Fußballverbände – im Falle Bonaires die Federashon Futbòl Boneriano – und stellten eigene Fußballnationalmannschaften. Arturo Charles wurde als erster Nationaltrainer Bonaires ernannt und absolvierte mit der Auswahl bereits am 28. Februar 2010, also noch vor der Auflösung der Niederländischen Antillen, sein erstes (noch inoffizielles) Länderspiel. Das Spiel gegen Curaçao im Stadion Ergilio Hato in Willemstad endete in einer 0:4-Niederlage Bonaires. Kurz nach der Auflösung des Überseegebietes und der politischen Neugliederung betreute er die Mannschaft beim ABCS-Turnier 2010. Im ersten Spiel gegen Suriname unterlag er mit seiner Mannschaft mit 2:4. Das abschließende Spiel um Platz 3 gegen Aruba wurde beim Stand von 3:3 abgebrochen, da einige Spieler vorzeitig den Platz verließen. Das Spiel wurde im Nachhinein zugunsten Arubas gewertet.
Beim mehr als ein Jahr später stattfindenden ABCS-Turnier 2011 konnte Charles mit dem bonairischen Nationalteam den ersten Sieg in der noch jungen Geschichte feiern. Nach einem 3:1-Erfolg über Curaçao im ersten Spiel gewann Bonaire das Finale gegen Aruba mit 4:3 im Elfmeterschießen. Anzumerken ist dabei, dass die Partie nach der regulären Spielzeit in einem 2:2-Remis endete, danach keine Verlängerung stattfand, sondern direkt ins Elfmeterschießen übergegangen wurde. Im darauffolgenden Jahr betreute Charles das Team noch im ABCS-Turnier 2012, schied mit der Mannschaft jedoch rasch als deutlicher Verlierer vom Turnier aus. Auf eine 0:8-Niederlage gegen Suriname im ersten Spiel im Complejo Deportivo Guillermo Próspero Trinidad von Oranjestad auf Aruba, folgte zwei Tage später im gleichen Stadion eine 2:9-Niederlage gegen Curaçao im Spiel um Platz 3. In weiterer Folge gab Charles, der als Rundfunkmoderator beim Lokalsender Broadcasting Network Bonaire 107.5FM (auch ESPN Bonaire 107.5FM) arbeitet, sein Traineramt ab und wurde durch Rudsel Sint Jago ersetzt. Erst unter dessen Trainertätigkeit wurde Bonaire ein assoziiertes Mitglied der CONCACAF und der Caribbean Football Union (CUF) und erst unter dessen Nachfolger Ferdinand Bernabela ein vollwertiges Mitglied beider Verbände.

## Erfolge
- Sieger des ABCS-Turniers: 2011